# Herbert Hudd

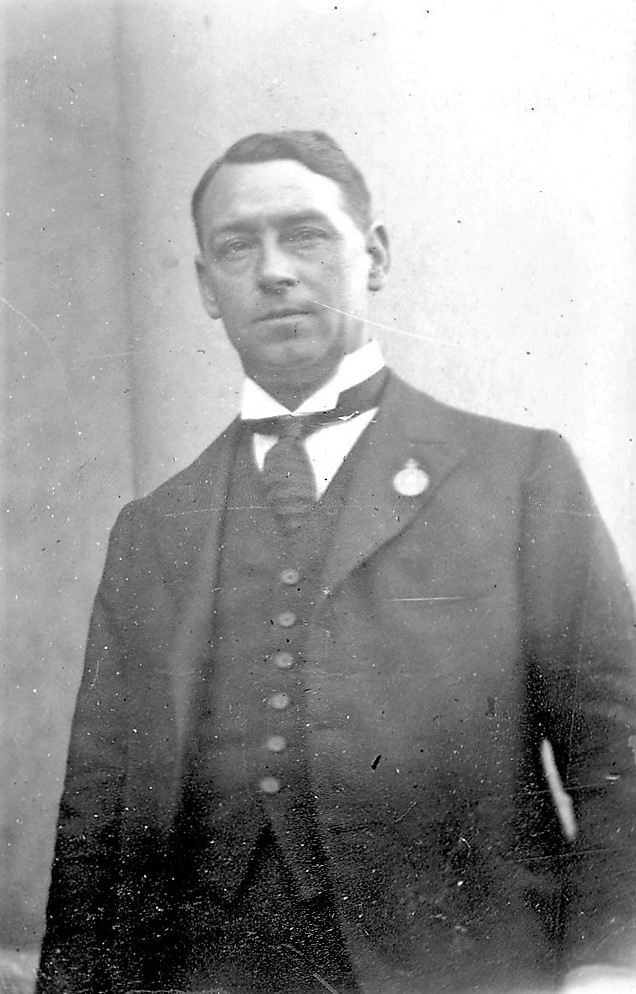
Herbert Hudd (1923)

Hon. Sir Herbert Sydney Hudd, KBE, MC (* 25. Februar 1881 in Adelaide, South Australia; † 30. April 1948 in Woodlands, Glenelg, South Australia) war ein australischer Politiker der Liberal Union, der Liberal Federation und später der Liberal and Country League (LCL), der zwischen 1912 und 1915, von 1920 bis 1938 sowie erneut zwischen 1941 und seinem Tode 1948 Mitglied des South Australian House of Assembly sowie in der zweiten Regierung von Premier Richard Layton Butler von 1933 bis 1938 verschiedene Ministerämter bekleidete.

## Leben

### Unternehmer, Mitglied desSouth Australian House of Assemblyund Erster Weltkrieg
Herbert Sydney Hudd, Sohn des Konditors William Hudd und dessen Ehefrau Mary Ann Haylett Hudd, besuchte die Grote Street Public School in Adelaide, die er 1894 jedoch als Dreizehnjähriger verließ, um in der väterlichen Schokoladenfabrik im Adelaider Stadtteil Medindie zuarbeiten. Später wurde er 1901 geschäftsführender Partner der Konditorei. Er zeigte schon früh Interesse am Debattieren und trat 1903 als Sekretär und Organisator der Pirie Street Literary Society bei. Er wurde 1909 Vizepräsident der South Australian Literary Societies’ Union und war Mitglied des Debattierteams, das 1911 einen zwischenstaatlichen Wettbewerb gewann, ehe er zwischen 1912 und 1913 als Präsident der South Australian Literary Societies’ Union fungierte. Bei der Wahl am 2. April 1910 bewarb er sich für die Liberal Union im damaligen Fünf-Personen-Wahlkreis Torrens ohne Erfolg für ein Mandat in der Legislativversammlung. In dieser Zeit zog das Familienunternehmen in größere Räumlichkeiten in der Pirie Street und die Erweiterung wurde stetig fortgesetzt. 1912 wurde das Unternehmen in eine Gesellschaft mit beschränkter Haftung unter dem Namen Hudd and Sons Ltd. umgewandelt und 1914 eine geräumige Fabrik und ein Lagerhaus in der Gillies Street errichtet. Er selbst wurde einer der Direktoren des Unternehmens.
Während dieser Zeit wurde Hudd für die Liberal Union bei der Wahl am 10. Juni 1912 im Fünf-Personen-Wahlkreis Torrens erstmals zum Mitglied des South Australian House of Assembly gewählt, des Unterhauses des Parlaments von South Australia, und konnte sich dabei gegen den bisherigen Mandatsträger George Dankel von der Australian Labor Party (ALP) durchsetzen. Er vertrat diesen Wahlkreis bis zu dessen Auflösung bei der Wahl am 26. März 1915. Während dieser Zeit war er außerdem Mitglied des Verwaltungsrates des Adelaide Hospital, der Institutes’ Association of South Australia und stellvertretender Vorsitzender des Institute of Medical and Veterinary Sciences.
Hudd meldete sich im September 1915 für den Kriegsdienst und wurde am 9. Juni 1916 als Unteroffizier NCO (Non-commissioned officer) mit dem 43. Bataillon der First Australian Imperial Force auf dem Truppentransporter HMAT Afric nach Europa verschifft. Zwei Monate später wurde er zum Offizier befördert und diente seiner Einheit ununterbrochen bis zum Waffenstillstand, wobei er zuletzt zum Hauptmann befördert wurde. Für ständige Einsatzbereitschaft vom 3. bis 21. Oktober 1917 während der Dritten Flandernschlacht wurde ihm am 3. Juni 1918 das Military Cross (MC) verliehen. Im Dezember 1919 fungierte er als einer der Direktoren der Heeres- und Marineläden. Er engagierte sich ferner als Mitglied im Commercial Travellers’ Association und im Adelaide Club.

### Wiederwahl in die Legislativversammlung und Minister in der zweiten Regierung Butler
Nach dem Tode des bisherigen Premiers Archibald Peake am 6. April 1920 wurde Herbert Hudd bei der dadurch notwendigen Nachwahl (By-election) für die Liberal Union im damaligen Drei-Personen-Wahlkreis Alexandra am 12. Juni 1920 wieder zum Mitglied des House of Assembly gewählt, wobei er seit dem 16. Oktober 1923 der aus der Liberal Union hervorgegangenen Liberal Federation sowie seit dem 18. März 1932 der aus der Liberal Federation entstandenen Liberal and Country League (LCL) angehörte. In dieser Zeit fungierte er zwischen 1927 und 1930 als Government Whip und damit als Parlamentarischer Geschäftsführer der Fraktion der Regierung in der Legislativversammlung. Bei der Wahl am 19. März 1938 wurde er nicht mehr im Drei-Personen-Wahlkreis Alexandra wiedergewählt, der nunmehr zu einem Einzel-Wahlkreis verkleinert und nach dieser Wahl nur noch von dem Parteilosen George Connor vertreten wurde. Er gehörte von 1921 und 1924 dem Rat der University of Adelaide als Mitglied an.
Nach dem Wahlsieg der LCL bei der Wahl am 8. April 1933, bei der diese mit 29 der 46 Sitze eine deutliche absolute Mehrheit im House of Assembly erhielt, wurde Herbert Hudd am 18. April 1933 in die zweite Regierung von Premier Richard Layton Butler und bekleidete in dieser in Personalunion bis zum 8. April 1938 die Ämter als Minister für Eisenbahnen (Minister of Railways), als Minister für Meeresangelegenheiten (Minister of Marine) sowie als Minister für öffentliche Arbeiten (Commissioner of Public Works). Für seine politischen Verdienste, insbesondere als Minister für Eisenbahnen und Meeresangelegenheiten, wurde er am 1. Februar 1937 als Knight Commander des Order of the British Empire (KBE) nobilitiert, wodurch er fortan das Prädikat „Sir“ führte. Am 21. Juli 1938 wurde ihm der Höflichkeitstitel The Honourable verliehen.
Am 5. März 1941 wurde Hudd für die LCL im Wahlkreis Alexandra wieder zum Mitglied der Legislativversammlung gewählt und konnte sich dabei gegen den bisherigen parteilosen Wahlkreisinhaber George Connor durchsetzen. Er vertrat den Wahlkreis nunmehr bis zu seinem 30. April 1948, woraufhin die notwendige Nachwahl am 19. Juni 1948 David Brookman gewonnen wurde.
Seine 1919 geschlossene Ehe mit Richard Smith blieb kinderlos. Nach seinem Tode in Folge einer Herz-Kreislauf-Erkrankung am 30. April 1948 wurde er auf dem St Jude’s-Friedhof in Brighton beigesetzt.

## Hintergrundliteratur
- Parliament of South Australia: Statistical Record of the Legislature 1836–2007 (Memento vom 11. März 2019 im Internet Archive)
- R. F. I. Smith: The Butler Government in South Australia, 1933–1938, M.A. Thesis, University of Adelaide, 1964